# Estatua de mármol de Poseidón

## Historia

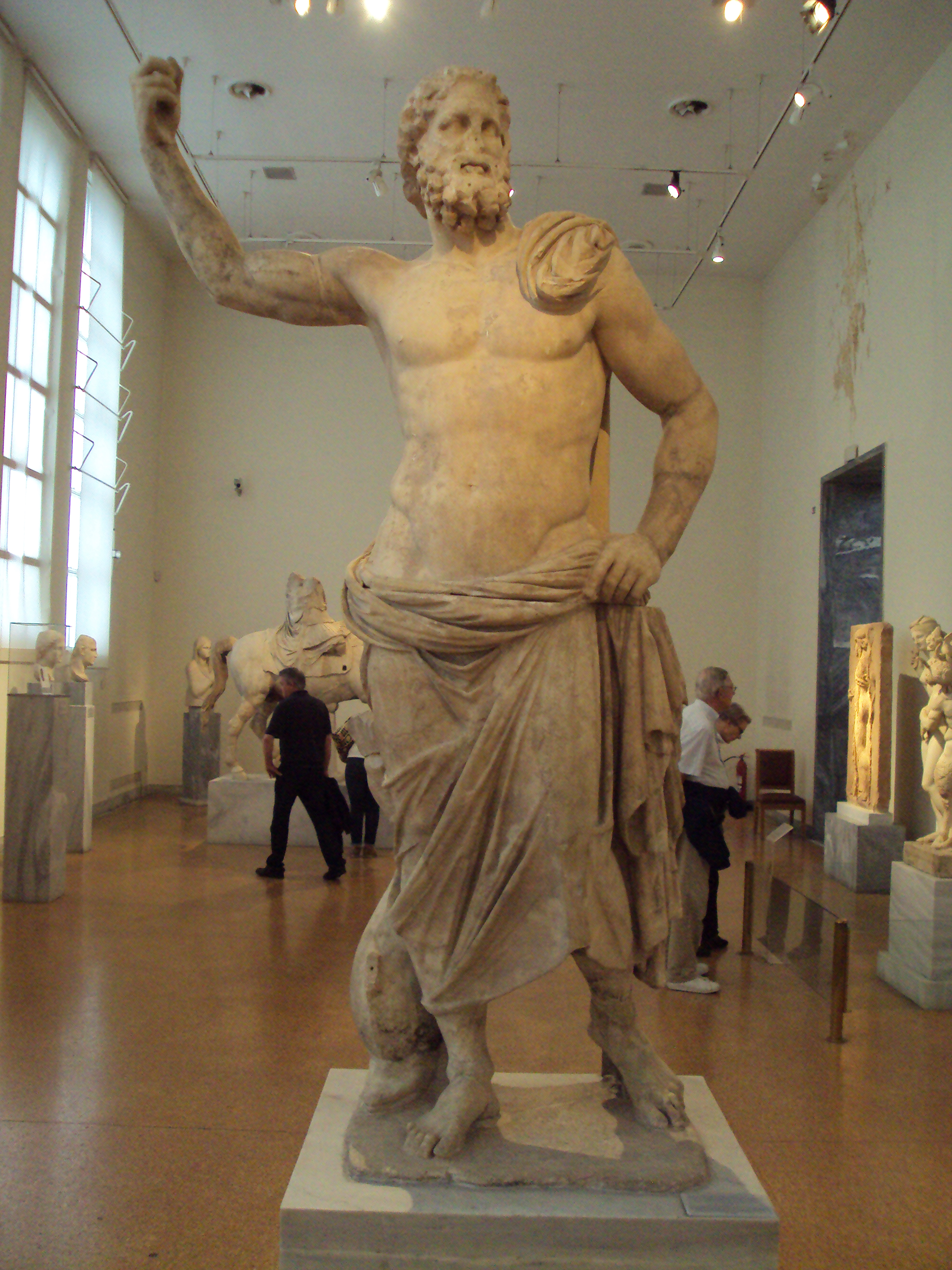
Estatua en mármol de Poseidón.

La estatua de Poseidón, realizada en mármol de Paros entre los años 125-100 a. C. Fue descubierta en 1877 en Milos, junto con la estatua de su amante, Anfitrite. La estatua está semidesnuda, tan solo un himatión cubre la parte inferior de su cuerpo. Según los investigadores, en su mano derecha portaba un tridente, elemento que personificaba a Poseidón. Junto a su pierna derecha, se puede observar un delfín como soporte, dejándonos como recuerdo la influencia de la escultura clásica en las vísperas del período helenístico.
No se sabe con certeza quién ha podido ser el autor de esta obra, pero como muchas estatuas de la época, estas eran mandadas por altos cargos de la sociedad ateniense, los cuales las usaban para condecorar los templos públicos, los palacios, o también las academias con fines intelectuales.